# Luc Millecamps
Luc Millecamps (Waregem, 10 settembre 1951) è un ex calciatore belga, di ruolo difensore.

## Palmarès

### Club

#### Competizioni nazionali
- Coppa del Belgio: 1

Waregem: 1973-1974
- Supercoppa del Belgio: 1

Waregem: 1982